# Krunoslav Slabinac
Krunoslav (Kićo) Slabinac (Osijek, 28 maart 1944 – Zagreb, 13 november 2020) was een Kroatisch zanger.

## Biografie
Slabinac begon zijn muzikale carrière in de vroege jaren zeventig van de twintigste eeuw. In 1971 nam hij deel aan Jugovizija, de Joegoslavische preselectie voor het Eurovisiesongfestival. Met het nummer Tvoj dječak je tužan won hij de nationale finale, waardoor hij Joegoslavië mocht vertegenwoordigen op het Eurovisiesongfestival 1971, in de Ierse hoofdstad Dublin. Daar eindigde hij op de veertiende plaats.